# Karl Kaufmann
Karl Kaufmann (Krefeld, 10 ottobre 1900 – Amburgo, 4 dicembre 1969) è stato un politico e militare tedesco.

## Biografia
Prese parte alla prima guerra mondiale, e successivamente si unì alla Marinebrigade Ehrhardt. Aderì al Partito Nazista nel 1921 e fu Gauleiter della regione della Ruhr tra il 1924 e il 1928.
Fu eletto nel parlamento prussiano nel 1928, e nel Reichstag nel 1930; lo stesso anno fu espulso dal partito, accusato tra le altre cose di sottrazione fondi e ricatto ad alcuni compagni di partito. Nel 1933, recuperata la fiducia dei vertici, fu nominato governatore ("Reichsstatthalter") di Amburgo, carica a cui in seguito si aggiunsero quelle di SS-Obergruppenführer (tenente generale delle SS) e commissario del Reich per il commercio marittimo.
Con la sconfitta del Reich nella seconda guerra mondiale decadde da tutte le cariche, e nel 1948 fu condannato a un anno e due mesi di prigione; rilasciato nel 1949, scontò ulteriori due mesi di carcere nel 1953.